# Kommentarspår
Ett kommentarspår är ofta ett extra ljudspår på till exempel media som DVD, där det vanliga ljudspåret ersatts eller mixats med ljudet av kommentarer, ofta från personer som haft betydande roller för produktionen av till exempel en film, såsom producenter, regissörer och skådespelare. Det kan dock även vara en alternativ textning där kommentarerna kan läsas istället för höras.
Kommentarspår används ofta för att tillägga produktionstekniska detaljer.